# Bocaranga
Bocaranga ist eine Stadt in der Präfektur Ouham-Pendé im Nordwesten der Zentralafrikanischen Republik. Die Bevölkerungszahl von Bocaranga wird für das Jahr 2012 mit 20.154 Einwohnern angegeben, damit liegt sie auf Platz 15 der bevölkerungsreichsten Städte des Landes. Bocaranga ist die Hauptstadt der gleichnamigen Unterpräfektur.

## Lage und Verkehr
Bocaranga liegt in der Nähe des Dreiländerecks der Zentralafrikanischen Republik mit dem Tschad und Kamerun im Quellgebiet des Pendé, der in das Tschadbecken entwässert. Die Stadt liegt auf einer Höhe von etwa 1075 m im Yadé-Massiv, dem östlichsten Teil des Hochlandes von Adamaua. Direkt nordwestlich der Stadt liegt ein über 1300 m hoher Berg, der zu den höchsten des Landes gehört.
Durch Bocaranga führt die Route Regionale 4, die weiter südlich bei Bozoum, der Hauptstadt der Präfektur, beginnt. Über Bozoum ist die etwa 500 Straßenkilometer weit entfernte Hauptstadt Bangui erreichbar.
Der Flugplatz Bocaranga liegt etwa 7 Kilometer südlich der Stadt.

## Geschichte
Bocaranga gehörte zum Gebiet Neukamerun, das 1911 von Frankreich an Deutschland abgetreten wurde und in die deutschen Kolonie Kamerun integriert wurde. Nach dem Ersten Weltkrieg kam es zurück zu Französisch-Äquatorialafrika und gehört seit der Unabhängigkeit um Jahr 1960 zur Zentralafrikanischen Republik.

### Bürgerkrieg
Im Laufe des Bürgerkrieges in der Zentralafrikanischen Republik ab 2012 liegt Bocaranga in einem Gebiet, das nicht immer unter Kontrolle der staatlichen Stellen ist. Es gibt eine Basis der MINUSCA, in der Soldaten aus Bangladesch stationiert sind.
Im September 2017 wurde die Stadt von Rebellen der Gruppen 3R und MPC eingenommen; sie vertrieben die Anti-Balaka, die vorher die Stadt hielten. Die Zivilbevölkerung floh bzw. versteckte sich vor den Angreifern. Es kam zu Plünderungen und zwei Personen wurden getötet.
Am 7. Januar 2019 übernahmen die Streitkräfte der Zentralafrikanischen Republik die Stadt kampflos. Seit sie 2013 von der Séléka vertrieben worden waren, hatten die staatlichen Kräfte nicht mehr die Kontrolle über die Stadt gehabt.
Ein Angriff der 3R konnte im Juli 2020 durch die Armee zurückgeschlagen werden.

## Persönlichkeiten
- Nicolas Tiangaye (* 1956), Premierminister der Zentralafrikanischen Republik